# ソモト
ソモト (Somoto) は、ニカラグア・マドリス県の県都である。ホンジュラスとの国境近くに位置している。2005年現在の人口は20,300人である。子供たちの中には密輸をして生計をたてる者も多い。